# Giaura minor
Giaura minor är en fjärilsart som beskrevs av George Francis Hampson 1896. Giaura minor ingår i släktet Giaura och familjen trågspinnare. Inga underarter finns listade i Catalogue of Life.